# Małgorzata Górnicka
Małgorzata Górnicka (16 de septiembre de 1979) es una deportista polaca que compitió en judo. Ganó dos medallas de bronce en el Campeonato Europeo de Judo, en los años 2005 y 2007.

## Palmarés internacional
| Campeonato Europeo | Campeonato Europeo | Campeonato Europeo | Campeonato Europeo |
| Año                | Lugar              | Medalla            | Categoría          |
| ------------------ | ------------------ | ------------------ | ------------------ |
| 2005               | Moscú ( Rusia)     | Medalla de bronce  | Abierta            |
| 2007               | Varsovia (Polonia) | Medalla de bronce  | Abierta            |